# Lazarim
Lazarim es una freguesia portuguesa del concelho de Lamego, con 15,71 km² de superficie y 686 habitantes (2001). Su densidad de población es de 43,7 hab/km².